# Cryolophosaurus
A Cryolophosaurus (nevének jelentése 'hideg fejdíszes gyík') a nagy testű theropoda dinoszauruszok egyik neme, amely egy spanyol hajfésűre (peinetára) emlékeztető furcsa fejdísszel rendelkezett. A fejdísz Elvis Presley 1950-es évekbeli hajviseletéhez való hasonlósága miatt az állatot nem hivatalosan „Elvisaurusnak” is nevezik.
A Cryolophosaurust William R. Hammer fedezte fel, 1991-ben, az Antarktiszon, a kora jura kori (pliensbachi korszakbeli) Hanson-formációban (korábbi nevén Felső Falla-formáció). Ez az első Antarktiszon talált húsevő dinoszaurusz, és egyben a legelső a kontinensről ismertté vált dinoszauruszok közül, amelyet hivatalosan elneveztek. Mivel a kora jura korban élt, eredetileg a legkorábbi ismert tetanuránként készítettek róla leírást, de a későbbi tanulmányok megállapították, hogy valószínűleg dilophosaurida volt.  Nesbitt és szerzőtársai (2009-ben) a Tawa tulajdonságait elemezve úgy találták, hogy nem tartozott sem a dilophosauridák, sem pedig az averostrán neotheropodák közé, inkább egy testvércsoportot alkotott a dilophosauridákból és averostránokból álló klád mellett.

## Anatómia

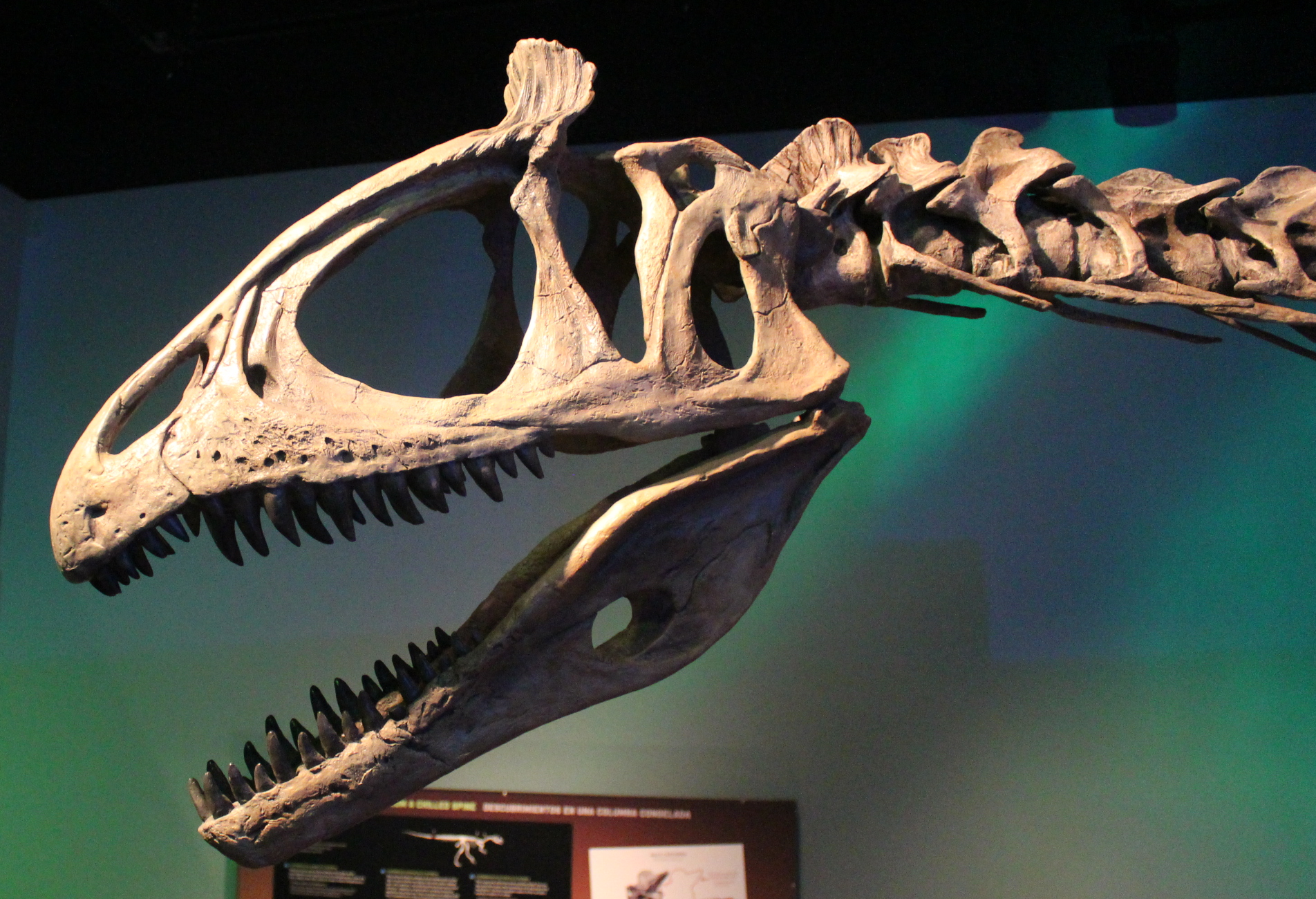
A Cryolophosaurus koponyájának rekonstrukciója

A Cryolophosaurus holotípusa és egyetlen ismert példánya a becslés szerint 6,5 méter hosszú és 465 kilogramm tömegű volt; azonban ez az egyed feltehetően nem volt teljesen kifejlett.
Magas, keskeny koponyája 65 centiméter hosszú. Jellegzetes orríve a szemek felett végződik, ahol merőlegesen felemelkedik, és legyezőszerűen szétterjed. A fejdísz fésűszerűen barázdált. A koponyacsontok könnycsatornák közelében levő kiterjedése kétoldalt egy-egy, a szemüregből kiemelkedő szarvvá forrt össze. A Monolophosaurushoz hasonló egyéb theropodák is rendelkeztek fejdísszel, de az rendszerint a koponyán hosszában állt, nem keresztben.

## Osztályozás
„A Cryolophosaurus azért is jelentős, mert az összes kontinenst figyelembe véve ez a legkorábbi ismert tetanurán – az egyetlen, amely a kora jura korból származik.”
– William R. Hammer

Az osztályozása bonyolult, mert a Cryolophosaurus a kezdetleges és fejlett tulajdonságok keverékével rendelkezett. A combcsont a korai theropdákéra emlékeztet, míg a koponya a Tetanurae klád későbbi fajaiéra, például a kínai Sinraptoréra és a Yangchuanosauruséra. Hammer és kollégái eredetileg úgy vélték, hogy a Cryolophosaurus egy ceratosaurus vagy korai abelisauroidea lehetett, melynek a modern tetanuránokkal konvergens tulajdonságai voltak, de végül azt állapították meg, hogy a tetanurán csoport legkorábbi ismert tagja volt. Bár a Cryolophosaurust Hammer (valamint Smith és Currie) további tanulmányai ismét tetanuránnak minősítették, a szerzők egy későbbi (2007-es) tanulmánya úgy találta, hogy jóval közelebbi rokonságban állt a Dilophosaurusszal és a Dracovenatorral, mint a tetanuránokkal.

## Felfedezés
A Cryolophosaurust az 1990-91-es ausztrál nyár során fedezte fel William R. Hammer és csapata a Beardmore-gleccserben levő Kirkpatrick-hegyen, a Transzantarktiszi-hegység térségében. A lelet a Hanson-formáció (a korábbi Felső Falla-formáció) kovás aleurolitjából került elő, amely a kora jura kor pliensbachi korszakában keletkezett.
1991-ben Hammer és az ohiói geológus, David Elliot a logisztikai költségeket megosztva több kibúvást is feltárt a Beardmore-gleccser közelében. Elliot csapata a Cryolophosaurus maradványaira először egy kőzetformációban bukkant rá (4000 méteres magasságban, 640 kilométere a Déli-sarktól) és értesítette Hammert. A következő három hét során Hammer 2300 kilogramm fosszilis kőzetet tárt fel. A csapat több, mint 100 fosszilis csontot talált, köztük olyanokat is, amelyek a Cryolophosaurus részét képezték.

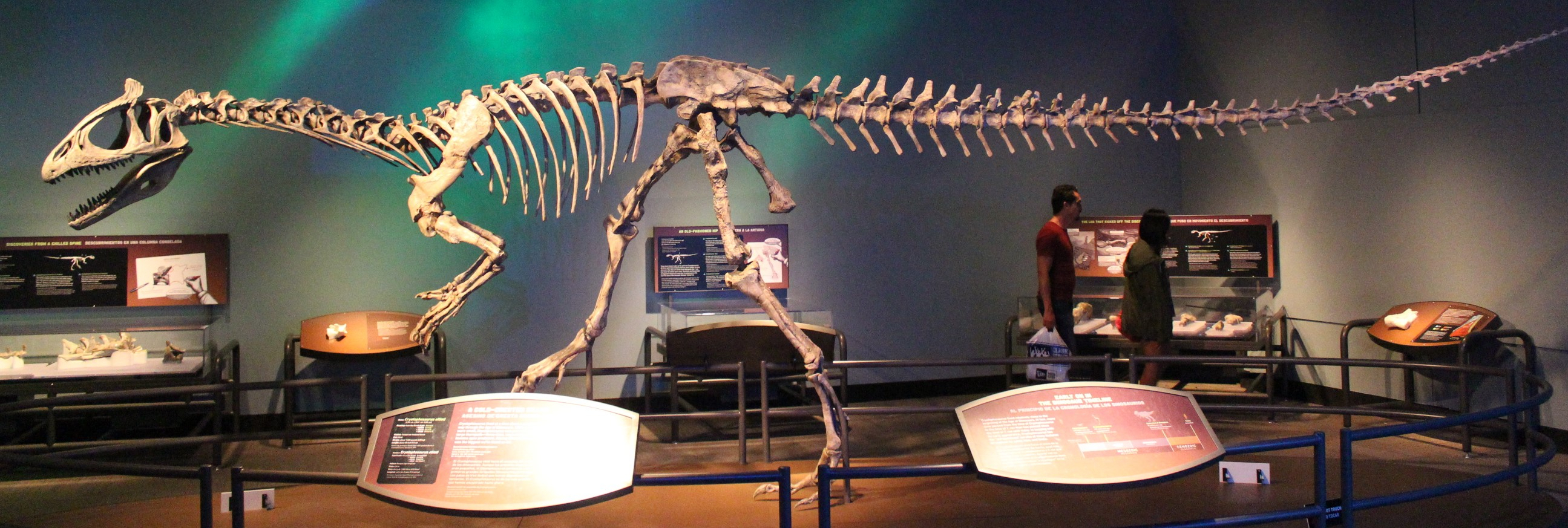
Cryolophosaurus rekonstruált csontváza az chicagoi Field múzeumban

A maradványok közé tartozik a részben összetört koponya, az állkapocscsont, a gerinc részei (30 csigolya), a csípő csontjai (a csípőcsont, az ülőcsont és a szeméremcsont), a láb csontjai (a combcsont és a sípcsont), valamint a boka (a tibiotarsus) és a lábfej (a lábközépcsontok). Ezekről a példányokról Hammer és William J. Hickerson 1994-ben hivatalos leírást jelentetett meg a Science című folyóiratban. A Cryolophosaurus ellioti neve az ógörög κρυος / krüosz ('hideg', 'fagyott'), λοφος / lophosz ('fejdísz') és σαυρος / szaürosz ('gyík') szavak összetételéből származik. Hammer és Hickerson a fajnak a C. ellioti nevet adta a fosszíliákat felfedező David Elliot tiszteletére.
A 2003-as évad során egy ásatást végző csoport visszatért a lelőhelyre, ahol további maradványokat gyűjtött össze. Emellett a csapat tagjai 30 méterrel magasabban, a Kirkpatrick-hegyen egy második lelőhelyet is felfedeztek.

## Ősökológia

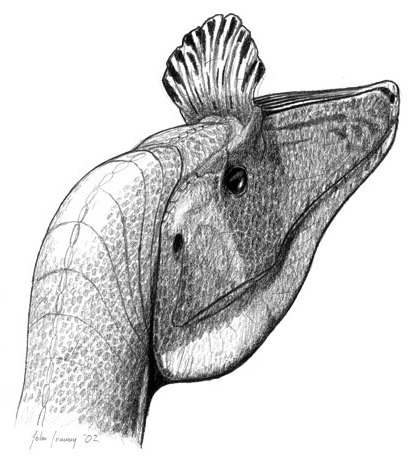
A Cryolophosaurus rekonstrukciója

A Cryolophosaurus maradványaira a Hanson-formációban leltek rá, egy igen nagy méretű (a Plateosaurus és a Lufengosaurus rokonságába tartozó) prosauropoda, egy pteroszaurusz, egy emlősszerű (egy patkányméretű tritylodontida), valamint egy ismeretlen theropoda maradványaival együtt. Két méterrel távolabb fosszilizálódott fatörzsekre is rátaláltak. A lelőhely körülbelül 4000 méteres tengerszint feletti magasságban helyezkedik el.
Ez azt az elméletet erősíti, ami szerint a nagy magasság ellenére a kora jura kori Antarktiszon, legalábbis a part mentén sokféle faj által benépesített erdők voltak, ugyanis a Föld éghajlata melegebb volt, mint napjainkban, a kontinens pedig az egyenlítőhöz közelebb feküdt, így a régió éghajlata hűvös, mérsékelt övi volt. A jura időszak újabb keletű légáramlási modelljei azt jelzik, hogy a partmenti részek hőmérséklete valószínűleg sosem csökkent a fagypont alá, a kontinens belsejét azonban extrémebb körülmények jellemezték. A Cryolophosaurust a déli-sarktól 650 kilométerre találták meg, de abban az időben, amikor az állat még élt, ez a terület körülbelül 1000 kilométerrel északabbra helyezkedett el.

## Fordítás
- Ez a szócikk részben vagy egészben a Cryolophosaurus című angol Wikipédia-szócikk ezen változatának fordításán alapul.  Az eredeti cikk szerkesztőit annak laptörténete sorolja fel. Ez a jelzés csupán a megfogalmazás eredetét és a szerzői jogokat jelzi, nem szolgál a cikkben szereplő információk forrásmegjelöléseként.